# Yoon Chan-young
Yoon Chan-young (hangul: 윤찬영; nascido em 25 de abril de 2001) é um ator sul-coreano. Ele começou sua carreira como ator infantil e ganhou maior reconhecimento por sua aparição como Lee Cheong-san na série da Netflix All of Us Are Dead (2022) e na websérie chamada High School Return of a Gangster (2024).

## Filmografia

### Cinema
| Ano  | Título                 | Personagem           | Notas |
| ---- | ---------------------- | -------------------- | ----- |
| 2014 | The Legacy             | Han Jung-do (jovem)  |       |
| 2014 | Sonyeogoedam           | Kang In-soo (jovem)  |       |
| 2014 | Maen-hol               | Soo-chul (jovem)     |       |
| 2017 | My Son Is Puberty      | Woo Han-chul         |       |
| 2017 | Dangshinui Bootak      | Jong-wook            |       |
| 2019 | Saeng-il               | Jung Soo-ho          |       |
| 2019 | The Fault Is Not Yours | Joon-young / Ji-geun |       |
| 2020 | Light for the Youth    | Yi-joon              |       |

### Séries de televisão
| Ano           | Título                           | Personagem            | Notas          |
| ------------- | -------------------------------- | --------------------- | -------------- |
| 2013          | When a Man Falls in Love         | Lee Jae-hee (jovem)   |                |
| 2013          | Monstar                          | Jung Sun-woo (jovem)  |                |
| 2014          | Pluto Squad                      | Lee Woo-jin           |                |
| 2014          | Gap-dong                         | Ryu Tae-oh (jovem)    |                |
| 2014          | Mama                             | Han Geu-roo           |                |
| 2015          | Splendid Politics                | Hong Joo-won (jovem)  |                |
| 2015          | Six Flying Dragons               | Ddang-sae (jovem)     |                |
| 2015          | Bubble Gum                       | Park Ri-hwan (jovem)  |                |
| 2016          | Blow Breeze                      | Lee Jang-go (jovem)   |                |
| 2016          | Dr. Romantic                     | Kang Dong-joo (jovem) |                |
| 2017          | The Bride of Habaek              | Shin Hoo-ye (jovem)   |                |
| 2017          | The King in Love                 | Wang Rin (jovem)      |                |
| 2018          | Oh, the Mysterious               | Kim Jong-sam (jovem)  |                |
| 2018          | Still 17                         | Gong Woo-jin (jovem)  |                |
| 2019          | Everything and Nothing           | Go Min-jae            |                |
| 2019          | Doctor John                      | Lee Ki-seok           |                |
| 2020          | Nobody Knows                     | Joo Dong-myung        |                |
| 2020          | Do You Like Brahms?              | Seung Ji-min          | Cameo          |
| 2022–presente | All of Us Are Dead               | Lee Cheong-san        | Temporadas 1–2 |
| 2022          | Hope or Dope                     | Gong Yoon-tak         | Temporadas 1–2 |
| 2023          | Delivery Man                     | Seo Young-min         |                |
| 2024          | High School Return of a Gangster | Song Yi-heon          | Temporada 1    |
| 2025          | Hyper Knife                      | Seo Young-joo         |                |

## Prêmios e indicações
| Associações            | Ano  | Categoria                          | Nomeações                          | Resultado |
| ---------------------- | ---- | ---------------------------------- | ---------------------------------- | --------- |
| APAN Star Awards       | 2014 | Melhor Ator Jovem                  | Mama                               | Venceu    |
| APAN Star Awards       | 2022 | Melhor Ator Revelação              | All of Us Are Dead                 | Venceu    |
| Director's Cut Awards  | 2023 | Melhor Ator Revelação na Televisão | All of Us Are Dead                 | Indicado  |
| MBC Drama Awards       | 2014 | Melhor Ator Jovem                  | Mama                               | Venceu    |
| MBC Drama Awards       | 2016 | Melhor Ator Jovem                  | Blow Breeze                        | Indicado  |
| MBC Drama Awards       | 2017 | Melhor Ator Jovem                  | The King in Love                   | Indicado  |
| SBS Drama Awards       | 2018 | Melhor Ator Jovem                  | Still 17                           | Indicado  |
| SBS Drama Awards       | 2019 | Melhor Ator Jovem                  | Everything and Nothing Doctor John | Venceu    |
| Wildflower Film Awards | 2019 | Melhor Ator Revelação              | Dangshinui Bootak                  | Indicado  |

### Honrarias do Estado
| País          | Organização                   | Ano  | Honra ou Prêmio                           |
| ------------- | ----------------------------- | ---- | ----------------------------------------- |
| Coreia do Sul | Newsis K-Expo Cultural Awards | 2022 | Prêmio CEO da Fundação de Turismo de Seul |